# Uí Briúin
Les Uí Briúin était une famille irlandaise. Leur ancêtre fondateur éponyme était Brión mac Echach Muigmedóin, fils d'Eochaid Mugmedón, un frère aîné de Niall Noigiallach. Ils faisaient partie des Connachta, avec les Uí Fiachrach et les Uí Ailello, descendants putatifs des fils d'Eochaid Mugmedon, Fiachra et Ailill. Plus tard, grâce à un tour de passe-passe généalogique, les Uí Ailillo furent remplacés par les Uí Maine (Hy Many) en tant que troisième des trois Connachtas.
Aux temps anciens, le Connacht est dirigé par les Uí Fiachrach, les Uí Briúin n'y deviennent la force dominante qu'aux VIIe et VIIIe siècles.
Les Uí Briúin étaient divisés en de multiples septs, les principaux étant :
- Les Uí Briúin Ai, issus de Eochaid Tírmchárna (mort en 558),  baptisés du nom de la région qu'ils contrôlaient —Mag Ai, les terres qui entouraient le présumé ancien centre du Connacht, Crúachan dans l'actuel comté de Roscommon. Les principales divisions des Uí Briúin Ai étaient:
  - les Síl Muiredaig, qui eurent pour descendants les nombreuses dynasties du haut Moyen Âge des Ua Conchobair et les Síl Cathail.

- Les Uí Briúin Bréifne, issu du frère d'Eochaid Tírmchárna,  Brión Fergna dont le royaume de Breifne du haut Moyen Âge était situé sur les comtés actuels de Cavan et de Leitrim. Les O'Reilly, rois de l'est du Breifne et les dynasties Ó Ruairc appartenaient aux septs des Uí Briúin Bréifne.

- Les Uí Briúin Seóla, issu de Dauí Tangea Umaí, frère ainé des précédents, dont les domaines  étaient centrés autour de Tuam dans l'actuel comté de Galway.

- Les Uí Briúin Umaill, à l'extrême-ouest du Connacht, sur les rives de Clew Bay, dans l'actuel comté de Mayo.